# Pterolophia schmidi
Pterolophia schmidi är en skalbaggsart som beskrevs av Stefan von Breuning 1967. Pterolophia schmidi ingår i släktet Pterolophia och familjen långhorningar. Inga underarter finns listade i Catalogue of Life.